# Contos (Eça de Queirós)
Apesar de mais conhecido pelos seus romances, Eça de Queirós escreveu também alguns contos, reunidos postumamente num só volume em 1902. São eles:
- Singularidades de uma Rapariga Loura, publicado originalmente em 1874 no Brinde aos Senhores Assinantes do Diário de Notícias
- Um Poeta Lírico, publicado originalmente em 1880 em O Atlântico
- No Moinho, publicado originalmente em 1880 em O Atlântico
- Civilização, publicado originalmente em 1892 na Gazeta de Notícias
- O Tesouro, publicado originalmente em 1893 na Gazeta de Notícias
- Frei Genebro, publicado originalmente em 1893 na Gazeta de Notícias
- Adão e Eva no Paraíso, publicado originalmente em 1897 no Almanaque Enciclopédico
- A Aia, publicado originalmente em 1894 na Gazeta de Notícias
- O Defunto, publicado originalmente em 1895 na Gazeta de Notícias
- José Matias, publicado originalmente em 1897 na Revista Moderna
- A Perfeição, publicado originalmente em 1897 na Revista Moderna
- O Suave Milagre, publicado originalmente em 1898 na Revista Moderna
- Outro Amável Milagre, publicado originalmente em 1885 em Um feixe de penas

## O Tesouro
Em O Tesouro, o autor reflecte sobre a natureza humana e a sua relação com a riqueza material.
Os protagonistas deste conto são três irmãos (Os irmãos de Medranhos): Guanes, Rui e Rostabal. As personagens começam por ser apresentadas colectivamente ("Os três irmãos de Medranhos"), mas, à medida que a acção progride, a sua caracterização vai-se individualizando, como que sublinhando o predomínio do egoísmo individual sobre a aparente fraternidade.